# Helena (Alabama)
Helena – miasto w hrabstwie Shelby, w stanie Alabama, w Stanach Zjednoczonych.

## Demografia
W spisie z 2010 r. populacja wynosiła 16 793. W roku 2023 liczba mieszkańców wzrosła do 22 117 osób, a gęstość zaludnienia do 499,3 osoby/km².

## Bezpieczeństwo
Zajmuje ósme miejsce pod względem niskiego wskaźnika przestępczości w USA.